# Lijst van afleveringen van Have Gun - Will Travel
Dit is een lijst met afleveringen van de Amerikaanse televisieserie Have Gun - Will Travel. De serie telt 6 seizoenen. Een overzicht van alle afleveringen is hieronder te vinden.

## Seizoen 1
| Nr. | Titel Aflevering                | Uitzenddatum VS   |
| --- | ------------------------------- | ----------------- |
| 1   | Three Bells to Perdido          | 14 september 1957 |
| 2   | The Outlaw                      | 21 september 1957 |
| 3   | The Great Mojave Chase          | 28 september 1957 |
| 4   | Winchester Quarantine           | 5 oktober 1957    |
| 5   | A Matter of Ethics              | 12 oktober 1957   |
| 6   | The Bride                       | 19 oktober 1957   |
| 7   | Strange Vendetta                | 26 oktober 1957   |
| 8   | High Wire                       | 2 november 1957   |
| 9   | Show of Force                   | 9 november 1957   |
| 10  | The Long Night                  | 16 november 1957  |
| 11  | The Colonel and the Lady        | 23 november 1957  |
| 12  | No Visitors                     | 30 november 1957  |
| 13  | The Englishman                  | 7 december 1957   |
| 14  | The Yuma Treasure               | 14 december 1957  |
| 15  | The Hanging Cross               | 21 december 1957  |
| 16  | Helen of Abajinian              | 28 december 1957  |
| 17  | Ella West                       | 4 januari 1958    |
| 18  | The Reasonable Man              | 11 januari 1958   |
| 19  | The High Graders                | 18 januari 1958   |
| 20  | The Last Laugh                  | 25 januari 1958   |
| 21  | The Bostonian                   | 1 februari 1958   |
| 22  | The Singer                      | 8 februari 1958   |
| 23  | Bitter Wine                     | 15 februari 1958  |
| 24  | Girl from Piccadilly            | 22 februari 1958  |
| 25  | The O'Hare Story                | 1 maart 1958      |
| 26  | Birds of a Feather              | 8 maart 1958      |
| 27  | The Teacher                     | 15 maart 1958     |
| 28  | Killer's Widow                  | 22 maart 1958     |
| 29  | Gun Shy                         | 29 maart 1958     |
| 30  | The Prize Fight Story           | 5 april 1958      |
| 31  | Hey Boy's Revenge               | 12 april 1958     |
| 32  | The Five Books of Owen Deaver   | 26 april 1958     |
| 33  | The Silver Queen                | 3 mei 1958        |
| 34  | Three Sons                      | 10 mei 1958       |
| 35  | The Return of Dr. Thackeray     | 17 mei 1958       |
| 36  | Twenty-Four Hours at North Fork | 24 mei 1958       |
| 37  | Silver Convoy                   | 31 mei 1958       |
| 38  | Deliver the Body                | 7 juni 1958       |
| 39  | The Statue of San Sebastian     | 14 juni 1958      |

## Seizoen 2
| Nr. | Titel Aflevering          | Uitzenddatum VS   |
| --- | ------------------------- | ----------------- |
| 1   | The Manhunter             | 13 september 1958 |
| 2   | In an Evil Time           | 20 september 1958 |
| 3   | The Man Who Wouldn't Talk | 27 september 1958 |
| 4   | The Hanging of Roy Carter | 4 oktober 1958    |
| 5   | Duel at Florence          | 11 oktober 1958   |
| 6   | The Protege               | 18 oktober 1958   |
| 7   | The Road to Wickenberg    | 25 oktober 1958   |
| 8   | A Sense of Justice        | 1 november 1958   |
| 9   | Young Gun                 | 8 november 1958   |
| 10  | The Lady                  | 15 november 1958  |
| 11  | A Snare for Murder        | 22 november 1958  |
| 12  | The Ballad of Oscar Wilde | 6 december 1958   |
| 13  | The Solid Gold Patrol     | 13 december 1958  |
| 14  | Something to Live For     | 20 december 1958  |
| 15  | The Moor's Revenge        | 27 december 1958  |
| 16  | The Wager                 | 3 januari 1959    |
| 17  | The Taffeta Mayor         | 10 januari 1959   |
| 18  | Lady on the Stagecoach    | 17 januari 1959   |
| 19  | Treasure Trail            | 24 januari 1959   |
| 20  | Juliet                    | 31 januari 1959   |
| 21  | Hunt the Man Down         | 7 februari 1959   |
| 22  | The Scorched Feather      | 14 februari 1959  |
| 23  | The Return of the Lady    | 21 februari 1959  |
| 24  | The Monster of Moon Ridge | 28 februari 1959  |
| 25  | The Long Hunt             | 7 maart 1959      |
| 26  | Death of a Gunfighter     | 14 maart 1959     |
| 27  | Incident at Borrasca Bend | 21 maart 1959     |
| 30  | Alaska                    | 18 april 1959     |
| 31  | The Man Who Lost          | 25 april 1959     |
| 32  | Return of Roy Carter      | 2 mei 1959        |
| 33  | Sons of Aaron Murdock     | 9 mei 1959        |
| 34  | Comanche                  | 16 mei 1959       |
| 35  | Homecoming                | 23 mei 1959       |
| 36  | The Fifth Man             | 30 mei 1959       |
| 37  | Heritage of Anger         | 6 juni 1959       |
| 38  | The Haunted Trees         | 13 juni 1959      |
| 39  | Gold and Brimstone        | 20 juni 1959      |

## Seizoen 3
| Nr. | Titel Aflevering            | Uitzenddatum VS   |
| --- | --------------------------- | ----------------- |
| 1   | First, Catch a Tiger        | 12 september 1959 |
| 2   | Episode in Laredo           | 19 september 1959 |
| 3   | Les Girls                   | 26 september 1959 |
| 4   | The Posse                   | 3 oktober 1959    |
| 5   | Shot by Request             | 10 oktober 1959   |
| 6   | Pancho                      | 24 oktober 1959   |
| 7   | Fragile                     | 31 oktober 1959   |
| 8   | Unforgiven                  | 7 november 1959   |
| 9   | The Black Handkerchief      | 14 november 1959  |
| 10  | The Gold Toad               | 21 november 1959  |
| 11  | Tiger                       | 28 november 1959  |
| 12  | Champagne Safari            | 5 december 1959   |
| 13  | Charley Red Dog             | 12 december 1959  |
| 14  | Naked Gun                   | 19 december 1959  |
| 15  | One Came Back               | 26 december 1959  |
| 16  | The Prophet                 | 2 januari 1960    |
| 17  | The Day of the Bad Man      | 9 januari 1960    |
| 18  | The Pledge                  | 16 januari 1960   |
| 19  | Jenny                       | 23 januari 1960   |
| 20  | Return to Fort Benjamin     | 30 januari 1960   |
| 21  | The Night the Town Died     | 6 februari 1960   |
| 22  | The Ledge                   | 13 februari 1960  |
| 23  | The Lady on the Wall        | 20 februari 1960  |
| 24  | The Misguided Father        | 27 februari 1960  |
| 25  | The Hatchet Man             | 5 maart 1960      |
| 26  | Fight at Adobe Wells        | 12 maart 1960     |
| 27  | The Gladiators              | 19 maart 1960     |
| 28  | The Love and a Bad Woman    | 26 maart 1960     |
| 29  | An International Affair     | 2 april 1960      |
| 30  | Lady with a Gun             | 9 april 1960      |
| 31  | Never Help the Devil        | 16 april 1960     |
| 32  | Ambush                      | 23 april 1960     |
| 33  | Black Sheep                 | 30 april 1960     |
| 35  | The Twins                   | 21 mei 1960       |
| 36  | The Campaign of Billy Banjo | 28 mei 1960       |
| 37  | Ransom                      | 4 juni 1960       |
| 38  | The Trial                   | 11 juni 1960      |
| 39  | The Search                  | 18 juni 1960      |

## Seizoen 4
| Nr. | Titel Aflevering                | Uitzenddatum VS   |
| --- | ------------------------------- | ----------------- |
| 1   | The Fatalist                    | 10 september 1960 |
| 2   | Love's Young Dream              | 17 september 1960 |
| 3   | A Head of Hair                  | 24 september 1960 |
| 4   | Out at the Old Ball Park        | 1 oktober 1960    |
| 5   | Saturday Night                  | 8 oktober 1960    |
| 6   | The Calf                        | 15 oktober 1960   |
| 7   | The Tender Gun                  | 22 oktober 1960   |
| 8   | The Shooting of Jesse May       | 29 oktober 1960   |
| 9   | The Poker Fiend                 | 12 november 1960  |
| 10  | Crowbait                        | 19 november 1960  |
| 11  | The Marshall's Boy              | 26 november 1960  |
| 12  | Fogg Bound                      | 3 december 1960   |
| 13  | The Legacy                      | 10 december 1960  |
| 14  | The Prisoner                    | 17 december 1960  |
| 15  | The Puppeteer                   | 24 december 1960  |
| 16  | The Sanctuary                   | 31 december 1960  |
| 17  | Quiet Night in Town: Part 1     | 7 januari 1961    |
| 18  | Quiet Night in Town: Part 2     | 14 januari 1961   |
| 19  | The Princess and the Gunfighter | 21 januari 1961   |
| 20  | Shadow of a Man                 | 28 januari 1961   |
| 21  | Long Way Home                   | 4 februari 1961   |
| 22  | The Tax Gatherer                | 11 februari 1961  |
| 23  | The Fatal Flaw                  | 25 februari 1961  |
| 24  | Fandango                        | 4 maart 1961      |
| 25  | The Last Judgment               | 11 maart 1961     |
| 26  | The Gold Bar                    | 18 maart 1961     |
| 27  | Everyman                        | 25 maart 1961     |
| 28  | The Siege                       | 1 april 1961      |
| 29  | Long Weekend                    | 8 april 1961      |
| 30  | El Paso Stage                   | 15 april 1961     |
| 31  | Duke of Texas                   | 22 april 1961     |
| 32  | Broken Image                    | 29 april 1961     |
| 33  | Brother's Keeper                | 6 mei 1961        |
| 35  | The Cure                        | 20 mei 1961       |
| 36  | The Road                        | 27 mei 1961       |
| 37  | The Uneasy Grave                | 3 juni 1961       |
| 38  | Soledad Crossing                | 10 juni 1961      |

## Seizoen 5
| Nr. | Titel Aflevering             | Uitzenddatum VS   |
| --- | ---------------------------- | ----------------- |
| 1   | The Vigil                    | 16 september 1961 |
| 2   | The Education of Sara Jane   | 23 september 1961 |
| 3   | The Revenger                 | 30 september 1961 |
| 4   | Odds for Big Red             | 7 oktober 1961    |
| 5   | A Proof of Love              | 14 oktober 1961   |
| 6   | The Gospel Singer            | 21 oktober 1961   |
| 7   | The Race                     | 28 oktober 1961   |
| 8   | The Hanging of Aaron Gibbs   | 4 november 1961   |
| 9   | The Piano                    | 11 november 1961  |
| 10  | Ben Jalisco                  | 18 november 1961  |
| 11  | The Brothers                 | 25 november 1961  |
| 12  | A Drop of Blood              | 2 december 1961   |
| 13  | A Knight to Remember         | 9 december 1961   |
| 14  | Blind Circle                 | 16 december 1961  |
| 16  | Lazarus                      | 6 januari 1962    |
| 17  | The Mark of Cain             | 13 januari 1962   |
| 18  | Mark of Cain                 | 20 januari 1962   |
| 19  | The Exiles                   | 27 januari 1962   |
| 20  | The Hunt                     | 3 februari 1962   |
| 23  | The Waiting Room             | 24 februari 1962  |
| 24  | The Trap                     | 3 maart 1962      |
| 25  | Don't Shoot the Piano Player | 10 maart 1962     |
| 26  | Alice                        | 17 maart 1962     |
| 27  | Man Who Struck Moonshine     | 24 maart 1962     |
| 28  | Silent Death                 | 31 maart 1962     |
| 29  | Hobson's Choice              | 7 april 1962      |
| 30  | Coming of the Tiger          | 14 april 1962     |
| 31  | Darwin's Man                 | 21 april 1962     |
| 32  | Invasion                     | 28 april 1962     |
| 33  | Cream of the Jest            | 5 mei 1962        |
| 34  | Bandit                       | 12 mei 1962       |
| 35  | Pandora's Box                | 19 mei 1962       |
| 36  | The Jonah                    | 26 mei 1962       |

## Seizoen 6
| Nr. | Titel Aflevering              | Uitzenddatum VS   |
| --- | ----------------------------- | ----------------- |
| 1   | Genesis                       | 15 september 1962 |
| 2   | Taylor's Woman                | 22 september 1962 |
| 3   | The Fifth Bullet              | 29 september 1962 |
| 4   | Place for Abel Hix            | 6 oktober 1962    |
| 5   | Beau Geste                    | 13 oktober 1962   |
| 6   | The Bird of Time              | 20 oktober 1962   |
| 7   | Memories of Monica            | 27 oktober 1962   |
| 8   | The Predators                 | 3 november 1962   |
| 9   | Shootout at Hogtooth          | 10 november 1962  |
| 10  | A Miracle for St. Francis     | 17 november 1962  |
| 11  | Marshal of Sweetwater         | 24 november 1962  |
| 12  | Man in an Hourglass           | 1 december 1962   |
| 13  | Penelope                      | 8 december 1962   |
| 15  | Be Not Forgetful of Strangers | 22 december 1962  |
| 16  | The Treasure                  | 29 december 1962  |
| 17  | Brotherhood                   | 5 januari 1962    |
| 18  | Bob Wire                      | 12 januari 1963   |
| 19  | Debutante                     | 19 januari 1963   |
| 20  | Unforgiving Minute            | 26 januari 1963   |
| 21  | American Primitive            | 2 februari 1963   |
| 22  | The Burning Tree              | 9 februari 1963   |
| 23  | Cage at McNaab                | 16 februari 1963  |
| 24  | Caravan                       | 23 februari 1963  |
| 25  | The Walking Years             | 2 maart 1963      |
| 26  | Sweet Lady of the Moon        | 9 maart 1963      |
| 27  | The Savages                   | 16 maart 1963     |
| 28  | The Eve of St. Elmo           | 23 maart 1963     |
| 29  | The Lady of the Fifth Moon    | 30 maart 1963     |
| 30  | Two Plus One                  | 6 april 1963      |
| 31  | The Black Bull                | 13 april 1963     |
| 32  | Face of a Shadow              | 20 april 1963     |
| 33  | The Sanctuary                 | 22 juni 1963      |
| 34  | The Mountebank                | 3 augustus 1963   |